# アドルフ・ガーランド
アドルフ・ヨーゼフ・フェルディナント・ガーランド（Adolf Josef Ferdinand Galland 、1912年3月19日 - 1996年2月9日）は、ドイツの空軍軍人。最終階級は空軍中将。戦闘機パイロット、戦闘機隊総監を務め、第44戦闘団司令官として終戦を迎えた。出撃回数705回、撃墜機数104機のエース・パイロットである。

## 生涯

### ドイツ空軍入隊
1912年3月19日、ヴェストファーレンのヴェステルホルトにラインラント人として生まれた。先祖は1742年にフランスからドイツに移民したユグノーである。四人兄弟の次男であった。幼少から空に対して強い憧れを抱いていたガーランドは、17歳でグライダーを飛ばしていた。
1932年、ゲルゼンキルヒェン＝ブーアのヒンデンブルク・ギムナジウムを卒業したガーランドは、ブラウンシュヴァイクのルフトハンザ航空学校に入学した。ルフトハンザは民間航空であったが、極秘裏に再建中のドイツ空軍のパイロット養成を担当していた。ガーランドはイタリアで戦闘機パイロット訓練を受けた。1934年、航空学校を卒業したガーランドは少尉に任官した。空軍が禁じられていたためドレスデン第10歩兵連隊に配属された。
1935年、アドルフ・ヒトラーはヴェルサイユ条約の破棄及び再軍備を宣言し、ヴァイマル共和国軍はドイツ国防軍に改組された。また国防軍の一軍種たるドイツ空軍も公式に設置され、ガーランドは第2戦闘航空団リヒトホーフェンに配属された。同年10月、訓練中にガーランドは墜落事故を起こして負傷する。顔面を計器板にめり込ませ鼻が砕けて歪み、ガーランドの旧友も顔がわからないほど顔が変わってしまい、片方の目の視力も大きく落ちた。医者は操縦不適と判断したが、ドイツ空軍にとって貴重なパイロットであり、ガーランドの強い要望もあって飛行を続けることが許された。ガーランドによれば視力表を全て覚えて凌いだという。

### スペイン内戦からフランス侵攻
1936年、スペイン内戦が勃発。ドイツはフランコ政権を支援してコンドル軍団なる義勇軍を送り込んだ。スペイン内戦の間、ガーランドはコンドル軍団第88戦闘飛行隊第3中隊長(3./JGr88)として300回以上の戦闘任務をこなした。当時の乗機は旧式のハインケルHe51で、対地戦闘が主任務であった。1939年、ヴェルナー・メルダースに中隊長職を引き継ぎ、ガーランドはドイツ本国へ帰還、同年6月6日、ダイヤモンド付きスペイン十字章を授与された。
ポーランド侵攻時、第2地上攻撃教導航空団第2中隊長の任に就き、ヘンシェルHs123を乗機として50回以上の戦闘任務をこなした。2級鉄十字章を授与された。1939年10月1日、大尉に昇進。
1940年、ガーランドの希望が聞き届けられ、第27戦闘航空団（JG27）の戦闘機パイロットとして転属された。この頃からメッサーシュミット Bf109を乗機としている。
1940年5月、ドイツはフランスへ侵攻。5月12日、ベルギーのリエージュ近郊でガーランドは初の敵機撃墜を達成した。その後もスコアを伸ばして計14機を撃墜した。この月は7機撃墜を記録し、1級鉄十字章が授与された。6月、第26戦闘航空団第3中隊長に昇格。

### バトル・オブ・ブリテン

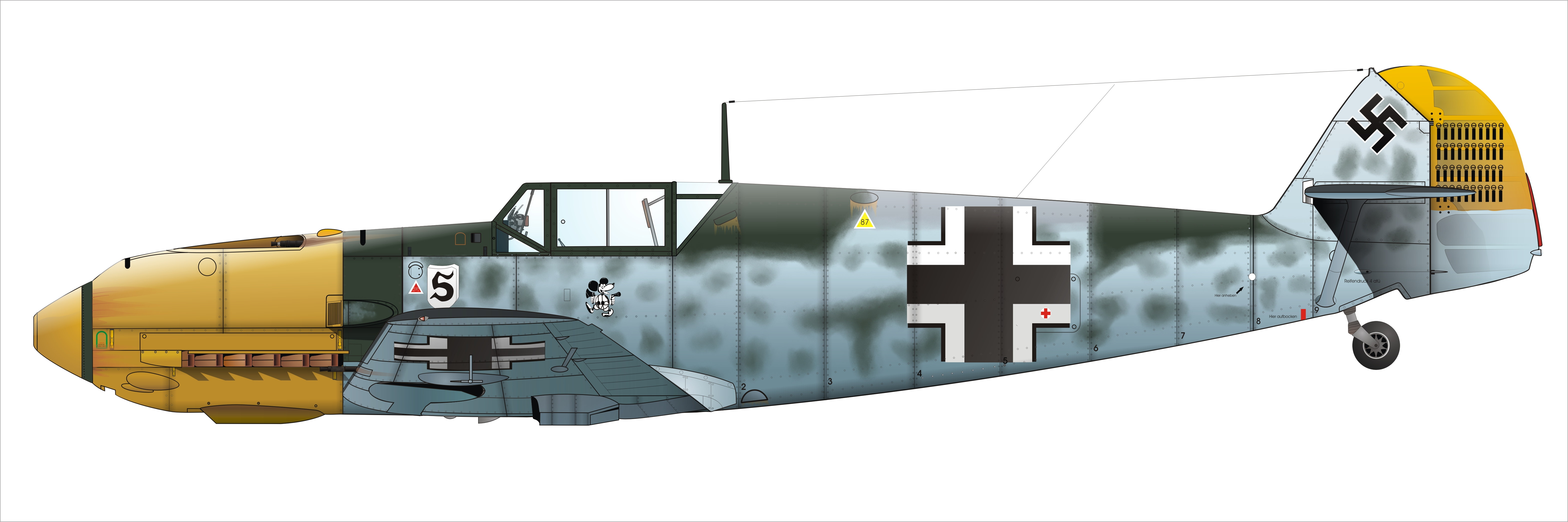
1940年夏頃のガーランドのBf109Eの塗装再現図。操縦席下方にミッキーマウスが描かれている。

1940年7月、バトル・オブ・ブリテンが開始する。JG26はパ＝ド＝カレー県を根拠地としてイギリスへの攻撃を行った。8月1日、騎士十字章が授与される。8月22日には第26戦闘航空団司令に昇進。9月24日、撃墜40機を達成し柏葉付き騎士鉄十字章を授与された。11月1日、撃墜数50機、中佐に昇進。1940年末には第51戦闘航空団司令ヴェルナー・メルダースとともに戦闘機パイロットとして有名になった。
1941年6月21日、ガーランドはブローニュでイギリス空軍のスピットファイアに撃墜されたが、基地に帰還したガーランドは同日中に再出撃した。しかし、今度はスピットファイアに撃墜されて負傷する。
1941年6月21日時点で撃墜数70機を記録し、剣付柏葉騎士鉄十字章を授与される。12月8日大佐。バトル・オブ・ブリテンにおいてドイツ空軍が劣勢になる中、ヘルマン・ゲーリングに「何か要望はないか？」と詰問されたガーランドは、「英空軍のスピットファイアが欲しい」と言った。
11月22日、戦闘機隊総監ヴェルナー・メルダースが事故死、ゲーリングはガーランドを後任に選出した。1942年1月28日、撃墜数は96機を記録し、メルダースに続き全軍で2人目のダイヤモンド剣柏葉付き騎士鉄十字章が授与された。以後戦闘は禁止された。

### 戦闘機隊総監

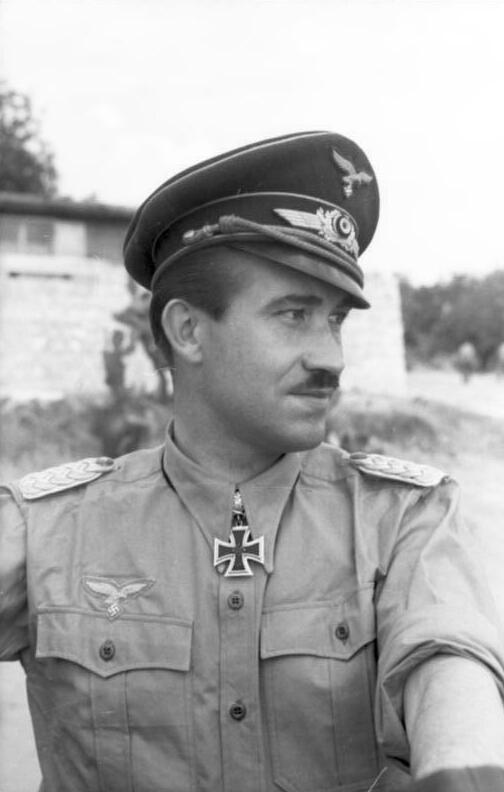
ガーランド少将（1943年、南イタリア）

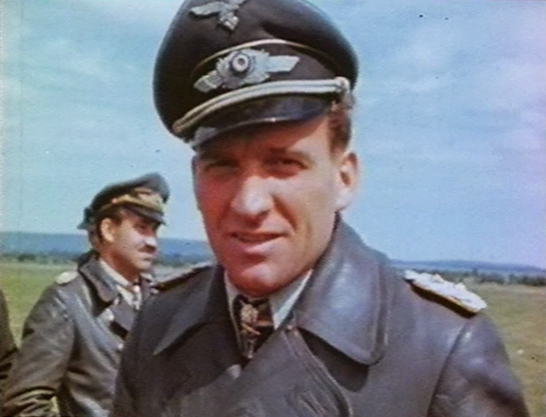
ガーランド（後方）。前方にいるのはハンス＝ウルリッヒ・ルーデル（1945年）

1942年2月、フランスのブレスト港のドイツ艦隊をドイツ本国へ脱出させるツェルベルス作戦（英名チャンネル・ダッシュ）が実施され、ガーランドは艦隊の上空支援作戦を指揮した。
1942年7月19日からスターリングラードに侵攻するがドイツは劣勢になる。ガーランドは「われわれ（戦闘機隊）がいくら敵を落としても爆撃隊が敵飛行機工場、施設をやってくれないときりがない」と空軍首脳部をなじった。
連合軍の爆撃機に対する本土防空作戦の指揮を任されたが、その中で戦闘機隊総監であるにもかかわらず、フォッケウルフ Fw190を乗機として幾度か防空作戦に出撃し1944年にはB-17を撃墜した。
米英空軍によるドイツ本土都市爆撃に対しガーランドは「悪天候や闇夜をさけて条件のいい晴天の昼間に敵爆撃大編隊へ大規模な攻撃をかけるべき」と意見具申するが空軍首脳はこれを無視した。
1942年3月から英米の絨毯爆撃が始まる。初のドイツ領土への爆撃はパリ郊外にあるルノー工場に対してであった。4月にロストック、5月にケルン、6月にはブレーメンが灰燼に帰し、防空を任されていたガーラント、カムフーバーはヒトラーに叱責される。そのため2人は夜間機400機と昼間機200機を集めて大迎撃を試みる。敵の物量が圧倒的であり撃墜率は5、6パーセントであった。さらに敵はレーダーかく乱兵器「ウインド」を投入しドイツ防空は87機で撃墜率は3パーセント以下に落ちる。
1942年11月19日、ガーランドは少将に昇進し、30歳にしてドイツ軍最年少の将官となる。1944年11月には中将に昇進。ガーランドとゲーリングら空軍首脳はMe262やHe162の運用方針を巡って対立が激化し1945年1月、ガーランドは戦闘機隊総監を解任され、ゴードン・ゴロプが後任となった。
1943年5月22日、ガーランドはジェット戦闘機メッサーシュミット Me262のテスト飛行を自ら行った。その加速性と高速性からMe262を戦闘機として高く評価したが、1943年に地上展示されたMe262を見たヒトラーはこれを爆撃機として生産するように命じる。ガーランドはミルヒとともに戦闘機としての運用が最適との判断から戦闘機としての開発が継続し、たびたびヒトラーを説得した。ガーランドは「Me262のような小型機に小型爆弾を積んでも無駄。アラド社が別に爆撃用を作っているのでMe262は防空戦闘機にするべき」と主張した。ヒトラーはノルマンディー上陸を受けて一部戦闘機とすることを認め、ガーラントは少数の実用実験部隊を作った。
1943年末ごろからB17といった大型機迎撃に対し現場で決死の体当り戦法が敢行されていること知ったガーランドは「肉薄攻撃はいいが体当たりすることはない。体当たりが必要なのは技術不足や相討ちの時だけだ。戦闘機パイロットは一朝一夕で養成できないので体当たりは避けるべきだ」と禁止を命令した。
少年兵をハインケルHe162のパイロットに使う案にガーラントは反対し、ジェット機の扱いの難しさをヴァルター・ノヴォトニー少佐に説明させてケラーに中止を進言した。ノヴォトニーは実戦の披露で戦死した。

### 第44戦闘団（JV44）

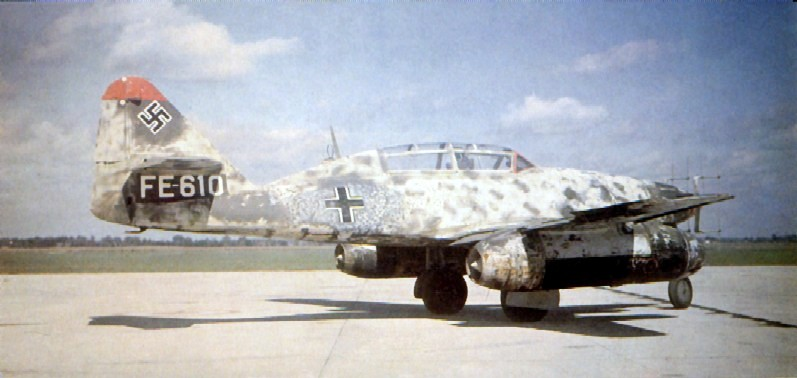
メッサーシュミットMe262

ガーランドの戦闘機隊総監の解任を受けてシュタインホフ大佐、リュッツォー中佐ら飛行団長がゲーリングを弾劾した。そのため1945年1月ガーランドはジェット戦闘機隊の第44戦闘団（Jagdverband 44、略号JV44）の司令官に任じられ、人選の自由裁量権を与えられた。ガーランドは名だたるエース達に声をかけゲルハルト・バルクホルン（撃墜301機）、ハインツ・ベーア（同220機機）、ヴァルター・クルピンスキー（同197機）、ヨハネス・シュタインホフ（同176機又は178機）、ギュンター・リュッツオウ（同108機又は110機）といったトップ・エースがJV44へ編入した。部隊員の大半が騎士鉄十字章受章者だった。中にはエーリヒ・ハルトマンのように断った者もいた。JV44 の部隊番号の44（vier und vierzig　/ フィーア・ウント・フィーアツィヒ）には総統（Führer / フューラー）2人分、という洒落も込められているという。
4月からJV44は迎撃任務を開始しガーランド自身もメッサーシュミット Me262に乗って出撃した。4月26日、アメリカ軍の爆撃機編隊に攻撃を仕掛け2機を撃墜。しかし、護衛のP-47に攻撃されて被弾し、不時着を余儀なくされた。着陸時に頭を負傷したガーランドはドイツ南部のバイエルン州の病院に入院。しかし5月14日、ガーランドは入院したままアメリカ軍の捕虜となってしまう。戦争を通してのガーランドの戦績は出撃回数705回、撃墜数104機であった。

### 戦後
終戦時イギリスに戦犯として逮捕され5年収容された。釈放後はアルゼンチン空軍の顧問となる。
1954年2月12日、ガーランドはシルヴィニア・フォン・ドーンホフと結婚した。
1963年、シルヴィニアと離婚したガーランドは、ハンネリース・ラートヴァインと二度目の結婚をした。ラートヴァインとの間には1966年8月7日息子のアンドレアス・フーベルトゥス、1969年7月29日娘のアレキサンドラ・イサベレという二人の子供に恵まれたが、1973年に離婚した。
1984年にはハイディ・ホルンと三度目の結婚をした。
ガーランドは1996年2月9日に83歳の生涯を閉じた。

## 人物
スペイン内戦時からガーランドのパーソナルマークは、ミッキーマウスであった。ミッキーマウスが好きだったガーランドは、スペイン内戦時の自分の中隊名をミッキーマウスとしていた。葉巻好きとしても有名であり、ガーランドの写真には葉巻をくわえた姿が多い。鹿狩が趣味だった。
メルダースが命中率の良いプロペラ軸内砲15mm（モーターカノン）や小口径の胴体銃を好んだのに対して、安全から小口径になる胴体銃の7.92mmMG17機銃を「花火」と称し、口径に制約のあるプロペラ軸内砲より大口径の翼内機銃を推奨しF型を評価しなかった。
戦後各地の航空ショーや講演に参加し連合軍パイロットたちとも友誼を結んだ。特にダグラス・バーダーとの友情は深かった。
弟二人は共に戦闘機パイロット、エース・パイロットである。長弟ヴィルヘルム＝フェルディナント・ガーランドは撃墜55機で1943年8月17日に、次弟パウル・ガーランドは撃墜17機で1942年10月31日にそれぞれ戦死した。

## 空軍首脳部との確執
ガーランドの直言は空軍首脳部にとって面白くないものであった。ゲーリングはガーランドに「君は我々をよく責めるが、戦闘機隊隊員は無能者の集まりで臆病でだらしがない」とたしなめた。それに対しガーランドはダイヤモンド剣付柏葉騎士十字章を叩きつけ「もうそんなものはいりません」と怒った。

## 著書
- 『Die Ersten und die Letzten (邦訳：始まりと終り)』： 第二次世界大戦を中心とした自伝。世界14か国で翻訳され、300万部を超えるベストセラーとなった[80]。日本では1972年にフジ出版社より刊行されたが、翻訳の質や精度に問題があった英語版の翻訳で、全38章のうち第1章（戦後のアルゼンチンでの生活を描いた章）から第9章（スペイン内戦について）までの章に加え、それ以降の章も100箇所以上欠落している箇所がある[80]。また、重訳であるため文意がドイツ語版とかなり異なっている[80]。その後2013年学研パブリッシングより、原本にあった章を追加し、翻訳も見直し、再刊された[80]。